# Liolaemus septentrionalis
Liolaemus septentrionalis — вид ігуаноподібних ящірок родини Liolaemidae. Ендемік Чилі.

## Поширення і екологія
Liolaemus septentrionalis відомі з типової місцевості, розташованої в Національному заповіднику Альтос-де-Ліркай в регіоні Мауле. Вони живуть в нотофагусових лісах, на висоті 1200 м над рівнем моря. Є живородними.